# 宫城山福松

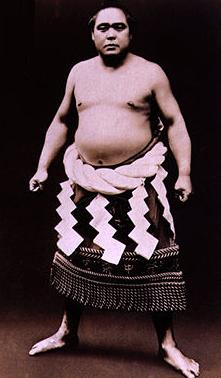

宫城山福松（日语：／ Miyagiyama Fukumatsu，1895年2月27日—1943年11月19日），原名佐藤福松，日本岩手縣西磐井郡（現為岩手縣一關市）山目町出身的前大相撲力士，第29代横綱。身高174cm，重113kg，所屬的相撲部屋是高田川部屋（入門時為出羽海部屋）。他也是最後一位關西大阪相撲的横綱。

## 生涯
在1909年秋天，他加入了出羽海部屋，他於1910年6月首次亮相。然而，他被同門九州山十郎(大關)拳打並於1912年5月逃離東京相撲(因他擅自結大銀杏髮髻)，他並沒有放棄成為力士的想法，而是轉到大阪相撲。
他在1916年到達了頂級的幕內級別，並且在僅僅2場比賽后被提升為大關。1920年1月，他以8-1-1的成績贏得了他的第一個優勝。1921年3月，他在東京相撲中與東京力士作戰，擊敗了關脇西之海嘉治郎(三代),大關常乃花寬市，九州山十郎，横綱大錦卯一郎。大約在這個時候，他與九州山和解。
1921年6月，他以8勝2負的戰績贏得優勝。1922年1月，他憑藉完美的10-0戰績贏得了優勝。在連續兩次獲得優勝後，由於他加手中指患上蜂窩組織炎，他在1923年缺席了兩場比賽。 1926年1月，他以9-1的戰績贏得了冠軍。
1927年，大阪相撲協會解散，力士與東京相撲合併。當時，因大阪相撲的水平非常低，他被認為不夠強大。然而，他覺得作為横綱他必須拯救大阪相撲的榮譽。儘管他的力量已經下降，但他作為大阪相撲的一員，還是在東京相撲中獲得了2次總冠軍。其中第一場比賽是在1927年1月舉行的第一場比賽，由大日本相撲協会贊助。考慮到只是因為沒有降級先例他被保留為橫綱並且允許大阪相撲挽回面子，這被認為是一個轟動的結果。
他引退後襲名白玉和成為芝田山部屋第6代親方，他去世後部屋關閉(腎病與腦出血併發)，直到第62代橫綱大乃國康再次建立起來。

## 大眾文化
小說《一個藝妓的回憶》第17章簡要提到了宮城山，當時許多小說的主要角色都參加了京都的相撲比賽。他在比賽中因使用hatakikomi（浴びせ倒し）戰法而成為橫綱。
此小說的電影改編版《藝伎回憶錄》中，由前大相撲力士舞之海秀平飾演宫城山福松。